# Ucom
Ucom è un operatore di rete mobile gestito da Galaxy Group of Companies, una holding che opera in Armenia e fornisce servizi Internet.

## Storia
Fondata nel 2009 ha come obiettivo fornire ai clienti l'accesso a soluzioni tecnologiche innovative sul campo. Essa è stata la prima azienda di telecomunicazioni in Armenia a introdurre la soluzione "fibra ottica per la casa", che fornisce televisione di alta qualità (IPTV), connessione Internet ad alta velocità e servizi di telefonia digitale.
Nel 2013, la società ha ricevuto una licenza per fornire servizi Internet mobili pubblici e nel 2015 ha acquisito il 100% di Orange Armenia, entrando quindi nel mercato mobile armeno. Come risultato di questo sviluppo, la società ha lanciato la rete 4G+ in Armenia, che fungeva da supplemento ai servizi combinati della società, fornendo ai clienti il pacchetto completo "4 in 1" di IPTV, servizi di telefonia fissa e mobile e servizio internet.
Nell'aprile 2017, Ucom e FORA-BANK Joint-Stock Commercial Bank (parte del Gruppo Tashir) hanno firmato un accordo di partnership per progetti che includono l'intera gamma di servizi di telecomunicazioni, coprendo l'intero territorio dell'Armenia e le sue regioni più remote. L'implementazione del programma di investimenti definito dall'accordo ha consentito di ampliare le offerte 4Play e la rete 4G+ nel Paese. I piani futuri includono l'espansione delle operazioni, soprattutto in Russia, che consentirà a Ucom di diventare un operatore leader di telecomunicazioni pan-armeno.
Ucom è stata attiva anche nel campo della responsabilità sociale d'impresa, implementando una serie di programmi finalizzati allo sviluppo dell'infanzia, in particolare in ambito educativo. Con il supporto dell'azienda, sono stati aperti laboratori di ingegneria informatica nelle scuole armene, con l'obiettivo di promuovere lo sviluppo del settore ICT nel nostro paese. L'azienda sostiene anche i gruppi vulnerabili della società continuando a implementare il progetto di beneficenza SMS “Let's Keep Children in Families”, che fornisce alle famiglie risorse che consentono ai genitori di creare una fonte di reddito stabile e restituire i propri figli alle cure delle istituzioni statali. L'azienda implementa anche il programma "Bringing Sight to Armenian Eyes", nell'ambito del quale i servizi oftalmologici di qualità sono forniti gratuitamente ai residenti regionali della Repubblica di Armenia.